# Tomentella duemmeri
Tomentella duemmeri är en svampart som först beskrevs av Elsie Maud Wakefield, och fick sitt nu gällande namn av M.J. Larsen 1974. Tomentella duemmeri ingår i släktet Tomentella och familjen Thelephoraceae.   Inga underarter finns listade i Catalogue of Life.